# Nautische Commissie bij de Rechtbank van Koophandel te Antwerpen
De Nautische Commissie bij de Rechtbank van koophandel te Antwerpen (opgericht in 1802), ook gekend als "de Nautische Commissie", is een instelling samengesteld uit experts die in opdracht van de rechtbank deskundige adviezen verstrekken in maritieme aangelegenheden. Deze experts zijn allen kapitein ter lange omvaart. De werking van de Commissie in België kan als uniek in de wereld worden beschouwd.
De Nautische Commissie is in onze gewesten ontstaan onder het Franse bewind en gaat terug op de wetgeving inzake scheepsbezoek van kracht tijdens het ancien régime. Bij wet van 24 september 1798 werd de rechtbank van koophandel te Antwerpen opgericht. Door een beslissing van deze rechtbank op 19 augustus 1802 werden voor het eerst officieel drie zee-experten benoemd. Zij werden "navigateurs pour la visite des navires" genoemd. Men beschouwt deze beslissing als stichtingsakte van de Commissie.
Onder het Verenigd Koninkrijk der Nederlanden werden de volgende Nederlandse benamingen gebruikt, namelijk "Commissie tot het examineren der schepen" en "Commissie van den Tribunael van Commercie voor het onderzoek der schepen".

## Taken
De zee-experten traden op bij:
- scheepsbezoeken voor afvaart van de schepen, ter controle op hun zeewaardigheid en de stuwage van de lading
- scheepsbezoeken bij aankomst van de schepen, met name om de toestand der luiken en stuwing te controleren
- en werden beopdracht om averij vast te stellen, hetgeen later als een deskundig onderzoek werd aangeduid, opdracht die werd uitgebreid naar aanleiding van betwistingen of onderzoek naar de oorzaken van aanvaringen of andere (scheepvaart)ongevallen

In de 19e en 20e eeuw werden de experten, die in de "commissie" verenigd waren, ook betrokken bij gesubsidieerde nieuwbouw van schepen, het bepalen van de graden van zeewaardigheid van de schepen, althans tot het in voege treden van 25/8/1920 op de veiligheid van de schepen. Zij waren ook betrokken bij de controle van het zeevervoer van emigranten.
De traditionele opdrachten die tot op heden worden voortgezet zijn onder meer de controle en het geven van advies bij stuwing van de goederen aan boord van de schepen en het geven van deskundig advies bij averij en scheepvaartongevallen.

## Deskundig advies van de Nautische Commissie
Hieronder enkele voorbeelden waarbij de nautische deskundigen door het geven van hun gemotiveerde advies hun bijdrage hebben geleverd bij hetzij de regeling van de zaak, dan wel de beoordeling ervan:
- de aanstelling door de voorzitter van de rechtbank van koophandel te Brugge in verband met het lichten van de wrakstukken en de goederen aan boord van de Herald of Free Enterprise na het kapseizen op 6 maart 1987 enkele zeemijl buiten de pier van Zeebrugge;
- Tricolor gezonken na aanvaring. Op 14 december 2002 kwam het schip in aanvaring met containerschip Kariba uit de Bahama's in de Franse wateren van Het Kanaal;
- Ro-con Repubblica di Genova kapseisde in de dokken te Antwerpen op 8 maart 2007, zij was aan het laden toen het incident zich voordeed;
- DN 31 (2010) gekapseisd na aanvaring met tragisch verlies van leven. Het schip van baggeraar Jan De Nul was werkzaamheden aan het uitvoeren ter hoogte van de kerncentrale van Doel toen ze werd aangevaren door de olietanker Crystal Topaz;
- dodelijk ongeval met havenarbeiders aan boord van de MS Laura (2012);
- binnenschip “Luxembourg" gezonken na ontstuwing van staalrollen in de haven van Antwerpen (2012);
- binnenschip Celandro, te Niel (2013) gekapseisd en gezonken tijdens ladingoperaties;
- binnenschip Almira (2015), zeer zware aanvaring op de benedenschelde met verlies van grote hoeveelheid styreen;
- het zinken van De Badboot in het Kattendijkdok (18 september 2015);
- vrachtschip Flinterstar kwam in het Belgische deel van de Noordzee in aanvaring met de LNG-tanker Al Oraiq (6 oktober 2015);
- brand uitgebroken op het autotransportschip Silver Sky die op het moment van de feiten in het Zesde Havendok lag (2016) .